# The Rasmus
The Rasmus é uma banda finlandesa de rock, formada em 1994 em Helsinque, enquanto os membros da banda cursavam o ensino médio. Os membros originais da banda são Lauri Ylönen (vocalista e compositor), Eero Heinonen (baixo), Pauli Rantasalmi (guitarra) e Jarno Lahti (bateria). Jarno Lahti deixou a banda no ano seguinte e foi substituído por Janne Heiskanen em 1995. Heiskanen saiu da banda em 1998 e logo foi substituído por Aki Hakala, Pauli Rantasalmi saiu da banda em 2022 sendo substituído por Emppu Suhonen.
Somente a partir do quinto álbum, Dead Letters, que a banda ganhou reconhecimento mundial. The Rasmus vendeu 5 milhões de álbuns em todo o mundo e cerca de 350.000 álbuns somente na Finlândia. Eles ganharam inúmeros prêmios, nacionais e internacionais. Eles são mais conhecidos por seu single "In the Shadows", de 2003.

## Biografia

### Formação
O Rasmus era inicialmente formado por Lauri Ylönen (vocal/violão), Pauli Rantasalmi (guitarra), Eero Heinonen (baixo) e Janne Heiskanen (bateria).
Depois de uma "era underground" fazendo shows em festas escolares, os jovens integrantes de apenas 16 anos assinam com a Warner Music Finland, onde lançam o primeiro álbum.

### Primeiros álbuns
O álbum de estreia do Rasmus foi lançado em fevereiro de 1996, intitulado Peep. Neste mesmo ano, a banda faturaria o disco de ouro com o álbum. Naquele ano, a banda fez cerca de 100 shows, incluindo em festivais na Finlândia, Rússia e Estônia.
As músicas deste e dos dois próximos álbuns não têm absolutamente nada a ver com o atual estilo musical da banda. Trata-se de um pop rock bem animado, divertido e "bobo", até mesmo na maioria das traduções. Na música "Postman", por exemplo, Lauri fala de um carteiro e da dupla Batman & Robin ao mesmo tempo. Já na canção "Shame", ele faz uma crítica às drogas. Alguns destaques do álbum — "Life 705", "Myself", "Shame" e "Funky Jam", que fora o único videoclipe deste primeiro álbum.
Em 1997, o segundo álbum do Rasmus, Playboys, é lançado. Este que lhes rendeu um "Emma" de revelação, o Grammy finlandês. O álbum segue o mesmo estilo do anterior. Destaques do álbum para: "Blue", "Sophia", "Sold" e "Playboys", a única que ganhou videoclipe no álbum. O Playboys hoje é considerado, na opinião da maioria dos fãs, o pior da carreira da banda.

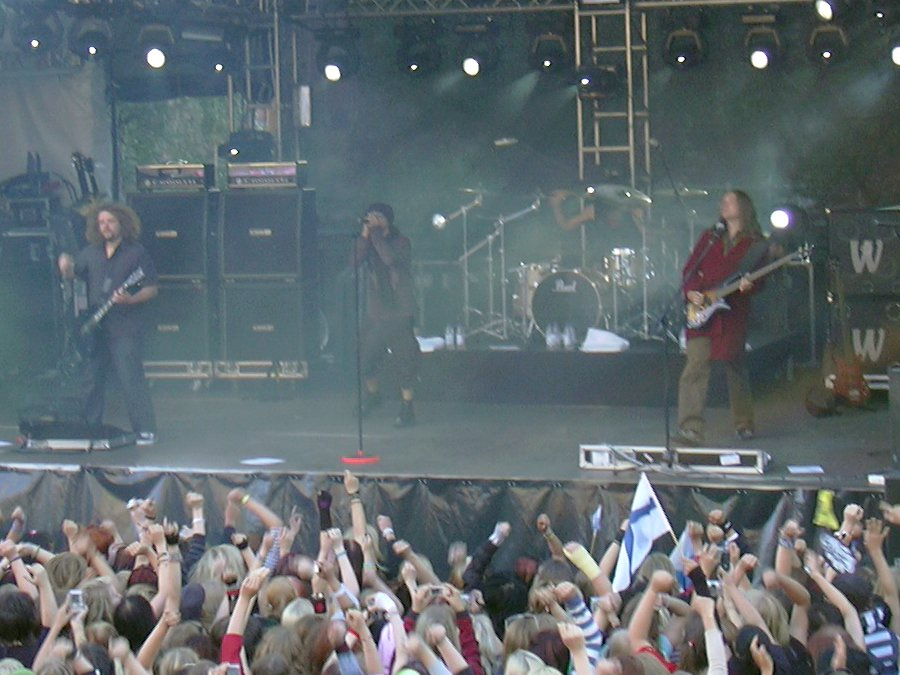
The Rasmus em concerto em Tampere, 2006

O terceiro álbum de estúdio Hell of a Tester, que é uma "continuação" dos álbuns anteriores, é lançado em 1998. A música "Liquid", o único clipe do álbum, fora escolhida como o single do ano na Finlândia. Principais faixas: "Liquid", "Every Day" e "City of Dead". No ano seguinte, em 1999, o Rasmus sofria uma baixa: o baterista Janne resolvera deixar a banda para seguir projetos paralelos. Fora substituído por Aki Hakala e, a partir de então o Rasmus começaria uma nova fase na sua carreira.
A partir do lançamento do álbum Hell of a Collection, em 2001, o Rasmus ganha um "The" e passa a se chamar The Rasmus. O disco trata-se de uma coletânea lançada pela banda para marcar a fase da banda com o antigo baterista e com o estilo "pop" da banda, que perto da virada do século já estava amadurecendo. A coletânea conta com as principais músicas entre os anos 96 e 98 e com duas faixas extras: "Rakkauslaulu" e "Liquid" (versão demo). A versão de 2004 conta com algumas faixas diferentes, como por exemplo a substituição de Rakkauslaulu e Liquid demo por "F-F-F-Falling" e "Chill", presentes no álbum Into.
O quarto álbum da banda, Into, lançado em 2001, marca o início de uma nova fase do grupo. A banda agora assina com a Playground Music Scandinavia. Logo o novo trabalho renderia discos de ouro e platina para a banda, que não desapontou com a nova fase e o novo baterista. O The Rasmus trabalhou duro fazendo shows na Suécia, Alemanha, Finlândia e Noruega. A banda também acompanhou o HIM e o Roxette em suas turnês na Europa. Em 2002, ganham mais reconhecimento e fazem inúmeros shows por toda Europa. As faixas do álbum contém letras mais melancólicas e mais inspiradas, fruto do amadurecimento dos integrantes. Algo muito diferente dos álbuns antigos, que mostravam o lado "moleque" dos Rasmus. O The Rasmus também lançou o "Into Special Edition", que conta com quatro faixas extras: "Can't Stop Me", "Days", "Used to Feel Before" e "Play Dead", esta última um cover de Björk.

### Dead Letters, Hide From the Sun e Black Roses — reconhecimento mundial
O quinto álbum da banda, Dead Letters, é lançado em 2003, em que abriu as portas para o reconhecimento mundial da mesma. Depois de quatro álbuns sendo lançados na Finlândia e na Europa, finalmente chegara a hora do mundo descobrir o The Rasmus. Dead Letters fora lançado no mundo inteiro, e o primeiro single "In the Shadows" obteve um excelente desempenho. Com canções melodiosas e letras fortes, o The Rasmus faz um estilo diferente do álbum anterior e mais ainda em relação aos três primeiros álbuns. Cinco singles foram lançados, "In The Shadows" tendo sido lançado três versões diferentes de videoclipe, "In My Life", "First Day of My Life", "Funeral Song" e "Guilty". Há algumas faixas extras em outras versões do álbum, como "Everything You Say" e "If You Ever".
No ano de 2005 é lançado o sexto álbum da banda, Hide from the Sun. Canções melancólicas, melodiosas como "No Fear", e fortes letras fazem este álbum, que agora se firma em um estilo alternativo um tanto quanto sombrio. Houve uma turnê do álbum em várias partes do mundo, inclusive no Brasil, em novembro de 2006. Três singles foram lançados, "No Fear", "Sail Away" e "Shot", sendo lançado ainda o videoclipe de "Immortal", filmado pelo baixista Eero Heinonen, mostrava toda a energia do The Rasmus em apresentações ao vivo pelo mundo e outras locações, entretanto o videoclipe foi menos comercial uma vez que foi filmado em 36mm, formato incompatível para a maioria das emissoras. Algumas das faixas extras presentes em versões especiais: "Trigger", "Open My Eyes" e "Dancer in the Dark".
O álbum Black Roses foi lançado no dia 26 de setembro de 2008 após adiamentos. Foi lançado também outras versões trazendo as faixas bônus: "Yesterday You Threw Away Tomorrow", "Livin 'in a World Without You (Acoustic)" e um DVD com os bastidores da gravação deste álbum. O primeiro single foi "Livin' in a World Without You", que foi lançado no dia 10 de setembro, o segundo single "Justify", lançado no dia 30 de janeiro de 2009. A banda lançou a canção "Ghost of Love" em 8 de junho, terceiro single do álbum Black Roses, mas esta foi apenas para as estações de rádio finlandesas, como aconteceu com "Keep Your Heart Broken" em 2005. O próximo single seria "Your Forgiveness", que tinha até videoclipe gravado, mais não foi o que aconteceu.
A banda lançou uma coletânea intitulada Best of 2001-2009 no dia 25 de novembro de 2009 para comemorar seus 15 anos. Este álbum conta com 17 faixas, entre elas, uma com a participação especial de Anette Olzon da banda Nightwish na canção "October & April" em dueto com Lauri Ylönen. O single foi lançado oficialmente no dia 11 de novembro enquanto que o videoclipe estreou no dia 23 de outubro.
Depois de muita espera, finalmente é lançado o videoclipe de "Your Forgivness" em 23 de dezembro de 2009.
A banda passou um tempo sem gravadora, visto que o contrato com a Universal Music foi encerrado no final de 2009, mesmo assim produziram seu próximo álbum através da Dynasty Recordings (Gravadora de propriedade de Lauri Ylonen e Pauli Rantasalmi).
A banda trabalhou com o compositor e letrista americano Jonathan Kabir.

### 2011 — atualmente
O vocalista Lauri Ylönen lançou um álbum solo, intitulado New World, em março de  2011. Ele afirmou que queria várias músicas, que não se encaixam tanto no estilo musical do The Rasmus, e que este disco será lançado como um registro importante do que uma demo ou algo parecido. O álbum foi auto-produzido com sua gravadora Dynasty Recordings.
Após uma pequena turnê solo, Lauri e o grupo retomam os trabalhos, e lançam novo álbum da banda como nome homônimo, em abril de 2012. Em maio de 2012 a banda inicia nova turnê para promover este novo disco. A primeira parte da turnê teve suas passagens no continente europeu e Rússia. O primeiro show foi em Estocolmo, no dia 7 de maio e o último em 15 de dezembro no Reino Unido, totalizando 56 concertos em 21 países. Em março de 2013 a banda retoma aos concertos com a primeira passagem em 2 cidades no México em Abril.

## Discografia

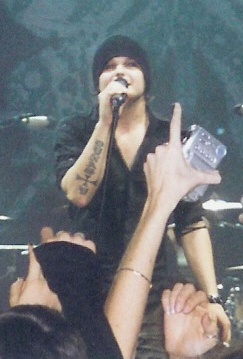
Lauri Ylönen em concerto em Milão, 2005

### Álbuns de estúdio
- 1996 - Peep
- 1997 - Playboys
- 1998 - Hell of a Tester
- 2001 - Into
- 2003 - Dead Letters
- 2005 - Hide from the Sun
- 2008 - Black Roses
- 2012 - The Rasmus
- 2017 - Dark Matters

### Coletâneas
- 2001 - Hell of a Collection
- 2009 - Best of 2001—2009

### Vídeo
- 2004 - Live Letters

### Singles
| 1995                                                        | "1st"                                  | —  | —  | —  | —  | —  | —  | —  | —  | —  | —  |                                     | 1st               |
| 1996                                                        | "2nd"                                  | —  | —  | —  | —  | —  | —  | —  | —  | —  | —  |                                     | 2nd               |
| 1996                                                        | "3rd"                                  | 8  | —  | —  | —  | —  | —  | —  | —  | —  | —  |                                     | 3rd               |
| 1997                                                        | "Blue"                                 | 3  | —  | —  | —  | —  | —  | —  | —  | —  | —  |                                     | Playboys          |
| 1997                                                        | "Kola"                                 | —  | —  | —  | —  | —  | —  | —  | —  | —  | —  |                                     | Playboys          |
| 1997                                                        | "Playboys"                             | —  | —  | —  | —  | —  | —  | —  | —  | —  | —  |                                     | Playboys          |
| 1998                                                        | "Ice"                                  | 2  | —  | —  | —  | —  | —  | —  | —  | —  | —  |                                     | Playboys          |
| 1998                                                        | "Liquid"                               | 2  | —  | —  | —  | —  | —  | —  | —  | —  | —  |                                     | Hell of a Tester  |
| 1999                                                        | "Swimming with the Kids"               | 16 | —  | —  | —  | —  | —  | —  | —  | —  | —  |                                     | Hell of a Tester  |
| 2001                                                        | "F-F-F-Falling"                        | 1  | —  | —  | —  | —  | 5  | —  | —  | —  | —  | - : Platina                         | Into              |
| 2001                                                        | "Chill"                                | 2  | —  | —  | —  | —  | —  | —  | —  | —  | —  | - : Ouro                            | Into              |
| 2001                                                        | "Madness"                              | 2  | —  | —  | —  | —  | —  | —  | —  | —  | —  |                                     | Into              |
| 2002                                                        | "Heartbreaker/Days"                    | 1  | —  | —  | —  | —  | —  | —  | —  | —  | —  |                                     | Into              |
| 2003                                                        | "In The Shadows"                       | 1  | 2  | 6  | 1  | 1  | 2  | 6  | 2  | 2  | 3  | - : Ouro - : Ouro - : Ouro - : Ouro | Dead Letters      |
| 2003                                                        | "In My Life"                           | 2  | —  | —  | —  | 10 | —  | 51 | 50 | 31 | —  |                                     | Dead Letters      |
| 2003                                                        | "First Day of My Life"                 | 4  | 9  | —  | 6  | 4  | 12 | 28 | 20 | 31 | 50 |                                     | Dead Letters      |
| 2004                                                        | "Funeral Song"                         | 2  | 32 | —  | 24 | 12 | 44 | —  | 54 | —  | —  |                                     | Dead Letters      |
| 2004                                                        | "Guilty"                               | 2  | 32 | —  | 20 | 1  | 39 | 58 | 43 | —  | 15 |                                     | Dead Letters      |
| 2005                                                        | "No Fear"                              | 1  | 16 | 41 | 13 | 1  | 19 | 17 | 44 | 23 | 43 |                                     | Hide from the Sun |
| 2005                                                        | "Sail Away"                            | 2  | 53 | —  | 34 | 6  | 46 | 74 | 51 | 58 | —  |                                     | Hide from the Sun |
| 2006                                                        | "Shot"                                 | 6  | 49 | —  | 46 | 8  | —  | 91 | —  | —  | —  |                                     | Hide from the Sun |
| 2008                                                        | "Livin' in a World Without You"        | 1  | 39 | —  | 14 | —  | —  | —  | 78 | —  | —  |                                     | Black Roses       |
| 2009                                                        | "Justify"                              | —  | 61 | —  | 56 | —  | —  | —  | —  | —  | —  |                                     | Black Roses       |
| 2009                                                        | "October & April" (part. Anette Olzon) | 3  | —  | —  | 79 | —  | —  | —  | —  | —  | —  |                                     | Best of 2001–2009 |
| 2012                                                        | "I'm a Mess"                           | —  | —  | —  | —  | —  | —  | —  | —  | —  | —  |                                     | The Rasmus        |
| 2012                                                        | "Stranger"                             | —  | —  | —  | —  | —  | —  | —  | —  | —  | —  |                                     | The Rasmus        |
| 2012                                                        | "Mysteria"                             | —  | —  | —  | —  | —  | —  | —  | —  | —  | —  |                                     | The Rasmus        |
| "—" Não entrou na tabela musical ou não foi lançado no país |                                        |    |    |    |    |    |    |    |    |    |    |                                     |                   |

## Vídeos Musicais
| Ano  | Título                                                      | Diretor(es)                                         | Álbum             |
| ---- | ----------------------------------------------------------- | --------------------------------------------------- | ----------------- |
| 1996 | Funky Jam                                                   | The Rasmus & Teja Kotilainen                        | Peep              |
| 1997 | Playboys                                                    | The Rasmus & Illka Herkman                          | Playboys          |
| 1998 | Liquid                                                      | The Rasmus & The Nose                               | Hell of a Tester  |
| 2001 | F-F-F-Falling                                               | Miikka Lommi                                        | Into              |
| 2001 | Chill (song)\|Chill                                         | The Rasmus                                          | Into              |
| 2003 | In the Shadows ("Bandit" version)                           | Finn Andersson for Film Magica Oy                   | Dead Letters      |
| 2003 | In My Life                                                  | Niclas Fronda & Fredrik Löfberg, Baranga Film/Topaz | Dead Letters      |
| 2003 | In the Shadows (Europe "Crow" version)                      | Niclas Fronda & Fredrik Löfberg, Baranga Film       | Dead Letters      |
| 2003 | First Day of My Life                                        | Sven Bollinger                                      | Dead Letters      |
| 2004 | In the Shadows (USA/UK "Mirror" version)                    | Philipp Stöltzl                                     | Dead Letters      |
| 2004 | Funeral Song                                                | Niclas Fronda & Fredrik Löfberg, Baranga Film       | Dead Letters      |
| 2004 | Guilty                                                      | Nathan "Karma" Cox                                  | Dead Letters      |
| 2005 | No Fear                                                     | Jörn Heitmann                                       | Hide from the Sun |
| 2005 | Sail Away                                                   | Mathias Vielsäcker & Christoph Mangler              | Hide from the Sun |
| 2006 | Shot                                                        | Sandra Marschner                                    | Hide from the Sun |
| 2007 | Immortal                                                    | The Rasmus                                          | Hide from the Sun |
| 2008 | Livin' In A World Without You                               | Niclas Fronda                                       | Black Roses       |
| 2008 | Justify                                                     | Owe Lingvall (Pauli Rantasalmi's idea)              | Black Roses       |
| 2009 | October & April (Nightwish part. The Rasmus e Anette Olzon) | Owe Lingvall                                        | Best of 2001–2009 |
| 2009 | Your Forgiveness                                            | The Rasmus                                          | Black Roses       |
| 2012 | I'm a Mess                                                  | Jopsu Ramu - Timo Ramu                              | The Rasmus        |
| 2012 | Somewhere                                                   | The Rasmus                                          | The Rasmus        |
| 2012 | Stranger                                                    | Aku Louhimies                                       | The Rasmus        |
| 2012 | Mysteria                                                    |                                                     | The Rasmus        |

## Turnês
| Anos      | Turnê                  | Países | Cidades | Concertos |
| --------- | ---------------------- | ------ | ------- | --------- |
| 2003      | Dead Letters Tour      | 29     | 107     | 296       |
| 2005—2006 | Hide from the Sun Tour | 36     | 110     | 249       |
| 2009      | Black Roses Tour       |        |         |           |
| 2012—2013 | The Rasmus             | 22     |         | 58        |

### No Brasil
A banda passou pelo Brasil em novembro de 2006 com a turnê do álbum Hide From the  Sun. Foram quatro shows, que passaram nas cidades de São Paulo, Rio de Janeiro, Belo Horizonte e  Curitiba.

### Em Portugal
A banda passou com o início da turnê Hide from the Sun em Portugal, em novembro de 2005, pelas  cidades de Lisboa e Gaia.